# استان دیگویلین
استان دیگویلین (به اسپانیایی: Provincia de Diguillín) یک استان در شیلی است که در منطقه نوبله واقع شده‌است. استان دیگویلین ۵٬۲۲۹٫۳ کیلومتر مربع مساحت و ۳۱۹٬۸۰۹ نفر جمعیت دارد.